# Pauline de Saint-Béryl
Pauline de Saint-Béryl est un personnage de fiction récurrent des romans d'Annie Jay. Elle est une héroïne de la série Complots à Versailles, et un personnage secondaire du roman À la poursuite d'Olympe.

## Famille et amis
Pauline nait en 1667. Elle est la sœur de Guillaume de Saint-Béryl et la petite-fille du chevalier Charles de Saint-Béryl, un valet de l'enfant-roi Louis XIV injustement disgracié par Anne d'Autriche, à l'instigation de Mazarin, en 1652. Dès lors, la famille vit pauvrement et subsiste grâce aux Drouet: Catherine, une guérisseuse, et son époux Mathurin.
Le père de Pauline, Louis de Saint-Béryl, meurt en 1675, a la bataille de Salzbach, avec Henri de La Tour d'Auvergne, vicomte de Turenne. Sa mère, Anne-Louise, se retire alors au couvent.
La jeune fille a aussi une tante, Jeanne-Marie de Pontfavier, et un cousin, Thomas de Pontfavier.
Sa meilleure amie est la jeune Cécile Drouet, la fille adoptive de Catherine, recueillie en février 1676. À Versailles, elle rencontre une jeune Bavaroise, Hildegarde de Messernicht-Daguessau, et Élisabeth de Coucy. 

## Dans les romans d'Annie Jay

### Complot à Versailles, février 1676 - septembre 1682
En février 1676, les Saint-Béryl, disgraciés depuis près de vingt-cinq ans, vivent précairement avec Catherine Drouet, une guérisseuse. Guillaume, le frère de Pauline, sauve de la noyade une enfant, que l'accident a rendue amnésique. Elle se baptise Cécile et grandit avec Pauline. Toutes deux deviennent inséparables.
Dès 1682, Jeanne-Marie de Pontfavier, la tante de la jeune fille, tente de la faire entrer dans la bonne société, en vain. Personne ne souhaite se commettre avec la petite-fille d'un disgracié. Pourtant, Louis XIV gracie les Saint-Béryl. Pauline se rend à Versailles avec Cécile. La jeune fille s'y fait une puissante ennemie, Athénaïs de Montespan. Celle-ci cherchera plusieurs fois à la compromettre. La conséquence directe de ces manigances sont les fausses fiançailles de Pauline avec Silvère Galéas des Réaux, un jeune comte richissime poursuivi par Héloïse de Montviviers, une jeune femme sans scrupules qui souhaite l'épouser pour sa fortune. Pauline et Silvère trouvent chacun un avantage dans leur accord : Mme de Montespan ne pourra plus essayer d'éloigner Pauline de la cour et Silvère échappera aux persécutions d'Héloïse.

### La Dame aux élixirs, automne 1682
En automne 1682, alors que Cécile cherche à en apprendre plus sur une mystérieuse fabricante d'élixirs, Pauline doit de nouveau faire face aux manigances de Mme de Montespan et d'Héloïse de Montviviers, qui ne lui pardonne pas ses fiançailles avec le comte des Réaux. Elle est aussi bouleversée en découvrant qu'elle aime Silvère d'amour et se prête bon gré mal gré à une mystification menée par Elisabeth de Coucy et destinée à obliger le comte à déclarer sa flamme.

### L'Aiguille empoisonnée, décembre 1682-janvier 1683
En hiver 1682, alors que des morts étranges se succèdent avec rapidité au château, Pauline se fait remarquer par ses tenues simples et élégantes, œuvres de la couturière Agnès Bonneval, et suscite une fois de plus la jalousie de la marquise de Montespan. L'aiguille empoisonnée se retrouve par hasard fichée dans l'une de ses robes, de sorte qu'elle et son amie Élisabeth manquent d'être à leur tour victimes du poison.

### À la poursuite d'Olympe, février 1683
Pauline apparait aussi dans À la poursuite d'Olympe, où elle ne joue qu'un rôle relativement mineur. Elle est présentée à Olympe de Clos-Renault, l'héroïne du livre, par leur amie commune, Élisabeth de Coucy.

## Description
Pauline de Saint-Béryl est décrite comme étant une très belle jeune fille de quinze ans en 1682, aux cheveux blonds et aux superbes yeux vert émeraude, mince et élancée. C'est sa beauté qui lui vaut la haine d'Athénaïs de Montespan, laquelle croit qu'elle va prendre sa place comme favorite du roi.